# 國際數位人文組織聯盟
國際數位人文組織聯盟（英語：Alliance of Digital Humanities Organizations, ADHO），成立於2005年，是個在數位人文領域中的中介組織，其目標在於協調世界各地數位人文組織的活動 。ADHO的成員包括歐洲數位人文學會（EADH） 、電腦與人文學會（ACH） 、加拿大數位人文學會（CSDH/SCHN）、centerNet 、澳大利亞數位人文學會（aaDH）、日本數位人文學會（JADH）、法語圈的Humanistica、以及臺灣數位人文學會 (TADH) 。

## 歷史
聯盟建立的努力始於2008年於德國蒂賓根舉行的ALLC/ACH研討會，指導委員會在2004年的於瑞典哥德堡的ALLC/ACH會議組成後，在2005年於加拿大維多利亞舉行的會議中，ACH與文學與語言學運算學會（ALLC）通過了關係管理與研討會的的協議 。2007年，指導委員會給予加拿大數位人文學會選舉權。2012年，各數位人文中心的網絡centerNet，成為附屬於ADHO的「構成組織」之一 。隨後JADH於2013年加入、Humanistica於2016年加入、臺灣數位人文學會(TADH) （页面存档备份，存于）則於2017年加入 。ADHO於2013年在荷蘭以Stichting的形式取得法律地位。

### 任務
國際數位人文組織聯盟是個中介組織，其目標在於促進、支持橫跨藝術及人文學科的數位研究，並將從事數位人文研究的學者聚集在一起 。聯盟支持出版、展示、協作、培訓等措施，並做為一個以社群維基礎的諮詢團體。聯盟成員抱括文本分析、電子出版、文檔編碼、文本研究與理論、新媒體研究、多媒體、數位圖書館、擴增實境、互動遊戲等領域的第一線研究者，其來自的學術部門包括英語、歷史、法語、現代語言、哲學、戲劇、音樂、電腦科學、視覺藝術，以及圖書館、檔案館工作人員和人文計算團體。

### 研討會
聯盟監督一個每年舉行的研討會，研討會始於由ACH、ALLC共同舉行的研討會，今日則名為數位人文研討會 。

### 特別興趣小組
聯盟透過贊助特別興趣小組，促進關於新問題想法的分享，目前的特別興趣小組包括：
- AVinDH[16]：專注於影音材料本身及其在數位人文上的應用。
- GO::DH,[17] ：旨在加強全球交流與合作。
- GeoHumanities[18] ：專注於空間或空間－時間觀點。
- 數位人文圖書館。
- 連結開放資料[19] ：旨在連結數位人文學者與語意網社群。

### 同儕審查期刊
- DSH: Digital Scholarship in the Humanities,[20] (formerly Literary and Linguistic Computing) a print journal published by Oxford University Press.
- Digital Studies / Le champ numérique,[21] an open-access, peer-reviewed electronic journal from CSDH/SCHN founded in 2008.[22]
- Digital Humanities Quarterly, an open-access, peer-reviewed electronic journal from the ADHO.
- DH Commons,[23] an open access, peer reviewed electronic journal from centerNet.
- Journal of the Text Encoding Initiative,[24] the official journal of the TEI Consortium.
- Journal of Digital Archives and Digital Humanities (數位典藏與數位人文期刊) （页面存档备份，存于）, an open access, peer reviewed electronic journal from TADH (臺灣數位人文學會) （页面存档备份，存于）.

已停刊期刊：
- Computers in the Humanities Working Papers,[25] an online preprint publication hosted at the University of Toronto[26] published from 1990 to 2009.
- Text Technology,[27] a free electronic journal published by McMaster University published from 2004 through 2007[28]

### 獎項
羅伯托・布薩獎（Roberto Busa Prize）：頒發對象為人文計算領域中的領導者。獎項名稱來自人文計算先驅、義大利神父羅伯托・布薩（Roberto Busa）。布薩神父同時是1998年在匈牙利德布勒森頒發的第一屆獎項的得主。
其後的得主有：
- 約翰・伯羅斯（John Burrows） ：澳大利亞籍，2001年獲頒於美國紐約。
- 蘇珊・哈基（Susan Hockey）：英國籍，2004年獲頒於瑞典哥德堡
- 威廉・奧特（Wilhelm Ott）：
- 德國籍，2007年獲頒於美國伊利諾伊州厄巴納 - 香檳市）
- 約瑟夫・拉本（Joseph Raben）：2010年獲頒於英國倫敦國王學院。
- 威拉德・麥卡蒂（Willard McCarty：加拿大籍，2013年獲頒於美國內布拉斯加大學。

安東尼奧・贊波利獎（Antonio Zampolli Prize）：每三年頒發一次，對象為在重要計畫中取得重大貢獻者。
保羅・佛提埃獎（Paul Fortier Prize）：頒發對象為在每年數位人文研討會中提出最佳論文的年輕學者。
麗莎・蓮娜・歐帕斯－漢妮蓮年輕學者獎（Lisa Lena Opas-Hanninen Young Scholar Prize）：頒發對象為在數位人文學研討會中對數位科技做出貢獻的年輕學者。

## 外部連結
- ADHO官方網站（页面存档备份，存于）